# Лааман, Эдуард
Эдуард Лааман (эст. Eduard Laaman; 31 января / 12 февраля 1888, Замрук, Таврическая губерния, Российская империя (ныне Береговое Бахчисарайский район Республики Крым) — 1 сентября 1941, Киров, Кировская область, СССР) — эстонский журналист, историк, редактор, общественный и политический деятель. Один из соучредителем Эстонской рабочей партии (Eesti Tööerakond).

## Биография

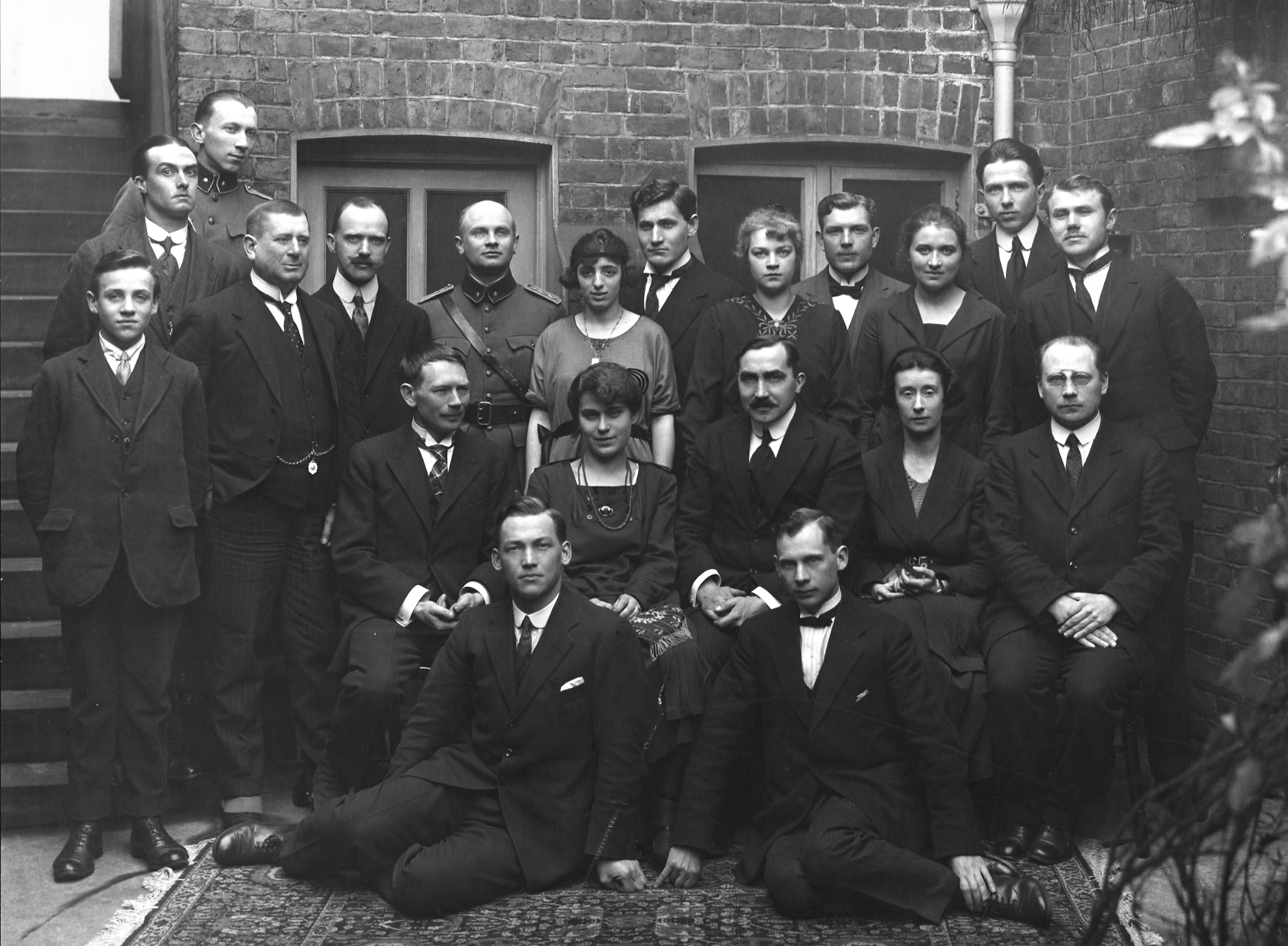
Работники посольства Эстонии в Лондоне в 1920 году. Сидят в первом ряду: Оскар Лепп, Йохан Пийгерт. Сидят слева направо: Эдуард Вирго, Лидия Страндман, посол Антс Пийп, ?, Йохан Сапас. Стоят слева направо: ?, ?, Лео Оргусаар, ?, ?, Альфред Синисофф, ?, Яан Копвиллем, Бенита Уйпус, Александер Мяги, Алис Юрветсон, Эдуард Пухк, Эдуард Лааман (стоит крайний справа)

Родился в крестьянской семье эстонцев, переселившейся в Крым. В 1899 году окончил сельскую школу в Замруке, затем в 1907 году — Керченскую мужскую Александровскую гимназию. В 1908 году поступил в Императорский Санкт-Петербургский университет, где изучал право до 1912 года.
В 1912—1915 годах занимался журналистикой в Ревеле и Юрьеве. С 1915 года работал секретарём городского совета эстонской столицы.
В годы Первой мировой войны, Февральской и Октябрьской революций был связан с эстонским национальным движением и публиковал статьи, в которых требовал автономии для Эстонии в составе Российской империи. Занимался активной политической деятельностью. В 1917/1918 году Лааман был секретарём Таллинского продовольственного комитета. Вместе с Юри Вильмсом основал в мае 1917 года, вскоре после Февральской революции в царской империи, эстонскую рабочую партию (Eesti Tööerakond). В первые годы Лааман являлся автором политической программы партии, которая выступала за демократию и социальное равенство, всеобъемлющую земельную реформу и отделение церкви от государства. В феврале — декабре 1918 года — секретарь Временного правительства Эстонии.
В 1919 году Э. Лааман был членом эстонской делегации на Парижской мирной конференции. С 1919 по 1920 год работал пресс-атташе эстонской миссии в Лондоне. С 1920 по 1923 годы руководил информационным отделом Министерства иностранных дел Эстонии в Таллине. Впоследствии снова работал журналистом.
В 1923—1938 годах был главным редактором эстонской газеты Vaba Maa, а в 1938—1939 годах — главным редактором газеты Rahvaleht. С 1924 года — член Эстонской ассоциации журналистов (Eesti Ajakirjanikkude Liit).
Во второй половине 1930-х годов был сторонником авторитарного режима первого президента Эстонии Константина Пятса. В 1936 году принял участие в подготовке проекта новой конституции Эстонии. В 1937 году избран членом Учредительного собрания (Rahvuskogu). С декабря 1939 по июнь 1940 года вновь работал за границей пресс-атташе эстонской дипломатической миссии в Москве.
12 февраля 1938 года награждён орденом Белой звезды 2-й степени.
После присоединения Эстонии к СССР был арестован в феврале 1941 года по обвинению в антисоветской агитации и пропаганде, шпионаже. Переведен в тюрьму в Кировской области.
Военным трибуналом НКВД Э. Лааман признан виновным в организации и участии контрреволюционной деятельности и 26 июля 1941 г. приговорён к смертной казни. Приговор приведён в исполнение 1 сентября 1941 года.
Жена Татьяна Поска-Лааман (1900—1988), дочь И. И. Поска, доктор журналистики, выпускница Сорбоннского университета, была председателем Союза матерей Эстонии. Супругу Эдуарда Лаамана не извещали о судьбе супруга на протяжении почти пятидесяти лет.

## Избранные публикации
- Eesti lahkumine Vene riigist: 1917—1920. Tallinn 1920
- Enamlaste riigipöörde katse Tallinnas 1. detsembril 1924. Tallinn 1925 (unter dem Pseudonym J. Saar)
- Demokraatia ja diktatuur. Tartu 1933
- Erakonnad Eestis. Tartu 1934
- Nõukogude Vene ja kommunismi teostuskatseid a. 1917—1934. Tartu 1935
- Jaan Poska: Eesti riigitegelase elukäik. Tartu 1935
- Eesti ühiskond: selle koostis, areng ja iseloom. Tartu 1936
- Eesti iseseisvuse sünd. Tartu 1936
- Juhan Luiga: elu ja mõtted. Tartu 1938
- Tänapäeva Saksamaa: peajooni rahvussotsialistliku «Kolmanda riigi» arengust, alustest ja sisekorrast. Tartu 1938 (gemeinsam mit Leo Kahkra)
- Konstantin Päts: poliitika- ja riigimees. Tartu 1940
- Uus Euroopa sõda: kuidas see puhkes. Tartu 1940
- Hando Runnel: Iseseisvuse tunnid. Tartu 2010 (Artikelsammlung)

## Память
- В 2015 году в Крыму в селе Береговом Бахчисарайского района на Эстонской площади на здании почтамта установлены две памятные доски: эстонскому общественному деятелю Эдуарду Лааману и эстонскому писателю Эдуарду Вильде[2].